# Myrmica kotokui
Myrmica kotokui és una espècie de formiga de la subfamília dels mirmicins (Myrmicinae) pròpia del Japó.
Es considera que aquesta espècie està estretament emparentada amb l'europea Myrmica ruginodis i és possible que no sigui una espècie diferenciada. El 1989, Onoyama va suggerir que es podria tractar d'una subespècie de M. ruginodis.